# Kapala (Sikasso)
Kapala è un comune rurale del Mali facente parte del circondario di Sikasso, nella regione omonima.
Il comune è composto da 13 nuclei abitati:
- Bakaribougou
- Doulayebougou
- Gongasso
- Kaoura
- Kapala
- Katiorni
- Logani
- N'Golokouna
- Niagassoba
- Sanasso
- Tarkasso
- Tiogola
- Zansoni